# Ianiropsis minuta
Ianiropsis minuta är en kräftdjursart som beskrevs av Menzies1952. Ianiropsis minuta ingår i släktet Ianiropsis och familjen Janiridae. Inga underarter finns listade i Catalogue of Life.